# Pseudonautia nigrithorax
Pseudonautia nigrithorax är en insektsart som beskrevs av Marius Descamps 1978. Pseudonautia nigrithorax ingår i släktet Pseudonautia och familjen Romaleidae. Inga underarter finns listade i Catalogue of Life.